# Redi Tlhabi
Redi Tlhabi (née Diréko en 1978) est une journaliste sud-africaine, productrice, autrice et ancienne présentatrice de radio. 

## Biographie
Redi Tlhabi est titulaire d'un diplôme universitaire en économie politique et en littérature anglaise. Elle fait une carrière de journaliste à la télévision et à la radio pour la South African Broadcasting Corporation et eTV. 
Elle a présenté The Redi Tlhabi Show sur Radio 702 et à Kaya FM, en tant que présentatrice de nouvelles pour la South African Broadcasting Corporation puis eNCA.
Tlhabi épouse Brian Tlhabi, médecin, en 2010. Elle est mère de deux filles, Khumo Tlhabi et Neo Tlhabi, et la belle-mère de la comédienne Lesego Tlhabi.
En 2013, Tlhabi a remporté le prix Alan Paton pour son livre Endings and Beginnings,. Le livre décrit la relation de Tlhabi avec un gangster notoire. Tlhabi affirme qu'elle a changé les noms des personnages, mais la mère d'un gangster du même nom affirme que les noms sont véritables et conteste certains faits du livre.

## Publications
- Endings & Beginnings: A Story of Healing, Jacana Media, 2013 (ISBN 978-1-4314-0461-2, lire en ligne)
- Khwezi: The remarkable story of Fezekile Ntsukela Kuzwayo, Jonathan Ball Publishers, 2017 (ISBN 978-1-8684-2727-7)

## Distinctions
- 2013 : prix Alan Paton  pour Endings and Beginnings.